# Mowana
Mowana – wieś w Botswanie w dystrykcie North East. Według spisu ludności z 2011 roku wieś liczyła 481 mieszkańców.